# Thomas Aquinas College

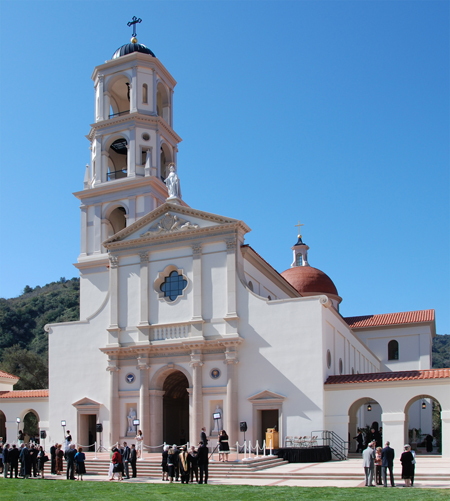
Vue de la façade de la chapelle du Thomas Aquinas College.

Le Thomas Aquinas College (en français : collège Thomas d'Aquin) est un établissement mixte d'enseignement supérieur privé situé en Californie à Santa Paula dans le comté de Ventura. C'est un établissement catholique dont la devise est Verum - Bonum - Pulchrum. Il a été fondé en 1971. Son président actuel est le Dr Michael F. McLean et son doyen, le Dr Brian Kelly. Le nombre d'étudiants est entre 360 et 370 en moyenne. Les frais de scolarité sont de 24 500 dollars par an.  
Il s'appuie sur la méthode des œuvres marquantes et des séminaires. Il bénéficie d'une accréditation de la Western Association of Schools and Colleges. Il permet aux étudiants d'obtenir le Bachelor of Arts in Liberal Arts (c'est-à-dire humanités en français) en quatre ans. Une partie est consacrée au trivium et au quadrivium. Les sciences naturelles, la philosophie et la théologie sont étudiées tout au long de ces quatre années. La thèse de fin d'études est défendue devant un jury de professeurs.
Quatre aumôniers permettent aux étudiants de bénéficier d'une direction spirituelle s'ils le souhaitent. Le campus bénéficie de stades et de courts de tennis. Le collège possède une équipe de football qui joue dans la ligue du comté de Ventura. Le volley ball est aussi pratiqué. Les étudiants du collège disposent aussi d'une chorale et d'une troupe de théâtre. Un concert est donné au printemps par l'orchestre du collège. Les messes du dimanche sont chantées par un chœur d'étudiants.
La chapelle de la Très-Sainte-Trinité du collège, dont la première pierre a été bénite par Benoît XVI, a été consacrée le 7 mars 2009. Elle est de style néo-renaissance et s'inspire de l'architecture coloniale des missions espagnoles. Elle a été bâtie selon les plans de l'architecte Duncan G. Stroik spécialiste d'architecture sacrée.